# Aircraft Manufacturing Company
L'Aircraft Manufacturing Company, conosciuta anche come Airco, fu un'azienda inglese operante nel campo aeronautico fondata da George Thomas nel 1912 con sede a Hendon, un sobborgo a nord di Londra.

## Storia
Due anni dopo la fondazione, Geoffrey de Havilland si unì all'azienda con il compito di progettista capo dopo aver lasciato la Royal Aircraft Factory. I velivoli progettati da lui per conto della Airco ebbero tutti la signa "DH" e il suo primo vero aereo di successo fu il DH.2, un caccia con l'elica in configurazione spingente che aiutò a contrastare la superiorità aerea dei Fokker Eindecker nel 1915, durante la prima guerra mondiale.
Altri aerei di successo furono il DH.6, addestratore di cui furono realizzati più di 2.280 esemplari, il DH.4 e il DH.9 che furono dei bombardieri leggeri molto importanti durante la Grande Guerra. In specifico, questi due velivoli assieme al DH.9A, furono la base su cui furono sviluppati gli aerei da trasporto leggero per uso civile DH.16 e il DH.18, utilizzati dalla prima compagnia aerea nata sul suolo britannico: la Aircraft Transport and Travel.
A seguito della fine della guerra, l'azienda, che basava il suo operato sugli ordini militari, si indebitò pesantemente e non riuscì ad evitare la bancarotta nel 1920. La ditta fu rilevata dalla Birmingham Small Arms Company, la quale però decise di non continuare a investire nel mercato aeronautico. A quel punto, Geoffrey de Havilland decise di acquisire i diritti sui velivoli realizzati e fondò la de Havilland Aircraft Company sempre nel 1920.

## Elenco di aerei realizzati
- Airco DH.1 (1915) - Caccia biplano biposto.
- Airco DH.2 (1915) - Caccia biplano monoposto.
- Airco DH.3 (1916) - Biplano bombardiere bimotore.
- Airco DH.4 (1916) - Biplano bombardiere biposto.
- Airco DH.5 (1916) - Caccia biplano monoposto.
- Airco DH.6 (1916) - Biplano biposto addestratore.
- Airco DH.9 (1917) - Biplano bombardiere biposto.
  - Airco DH.9A
  - Airco DH.9C
- Airco DH.8 (1918) - Evoluzione del DH.9 con motore più potente e maggiore apertura alare
- Airco DH.10 (1918) - Biplano bombardiere bimotore.
- de Havilland DH.11 Oxford (1919) - Un DH.10 modificato con motore radiale.
- Airco DH.16 (1919) - Un DH.9 modificato per trasporto passeggeri.
- Airco DH.18  (1920) - Biplano monomotore per trasporto passeggeri.